# کوست
کوست یا کستک یکی از واحدهای تقسیمات کشوری ایران بود. این نوع تقسیم‌بندی از زمان پادشاهی خسرو انوشیروان اتخاذ گردید. از زمان خسرو انوشیروان، کشور ایران را به چهار بخش تقسیم کردند و هر یک از این بخش‌ها را کوست می‌نامیدند که هرکدام نام مشخصی داشت و روی هم به آن‌ها چهار کوستیک می‌گفتند.
امروزه دربارهٔ تقسیم شاهنشاهی به چهار بخش در اواخر دورهٔ ساسانیان اختلاف نظر وجود دارد. مدارک مُهرشناسی برخلاف منابع مکتوب و ادبی هیچ اشاره‌ای به این چهار بخش نمی‌کنند. دلیل این اختلاف نظرها شاید مربوط به ماهیت و زمان این اصلاحات و تقسیمات باشد. برخی از مدارک سکه‌شناسی نیز نمایانگر چهاربخشی شدن شاهنشاهی ساسانی در زمان کواد یکم هستند؛ بنابراین اطلاعات منابع ادبی را می‌توان با مدارک سکه‌شناسی تکمیل کرد. منابع ادبی و سکه‌شناسی نشان‌دهندهٔ چهاربخشی شدن شاهنشاهی، از نظر کشوری و لشکری هستند.
| جهت‌های جغرافیایی                                                                                       |
| --- |
| شمال (اپاختر، هودر) شمال شرقی شرق (خاور) جنوب شرقی جنوب (نیمروز، دشتر) جنوب غربی غرب (باختر) شمال غربی |

شهرستانهای ایرانشهر کتابی است که ابتدا به زبان پهلوی نوشته شده بود و یکی از نادرترین منابع جغرافیای تاریخی ایران عصر ساسانی است. نامی از نویسنده این اثر برجا نمانده است. در این رساله، ایران مطابق معمول آن دوران در چهار جهت جغرافیایی یا به چهار ناحیه شرق و غرب و شمال و جنوب تقسیم شده است. و هر ناحیه را کوست می‌نامد. تقسیمات مؤلف بدین شرح است:
- کوست خوربران، یعنی ناحیهٔ غرب شامل نه استان
- کوست نیمروج (نیمروز)، یعنی ناحیهٔ جنوب شامل نوزده استان
- کوست خراسان (خورآسان)، یعنی ناحیهٔ شرق شامل بیست و شش استان
- کوست کپکوه (آپاختر) (به قولی آذربایگان)، یعنی ناحیهٔ شمال و کوه قفقاز شامل سیزده استان[۳]